# Patrick Dwyer
Patrick (Pat) Dwyer (Wagga Wagga, 3 november 1977) is een Australische atleet, die is gespecialiseerd in de 400 m.

## Loopbaan
Zijn sterkste jaar beleefde Dwyer in 2000. Hij werd Australisch kampioen op de 400 m, verbrak zijn persoonlijke records op zowel de 200 als de 400 m en nam deel aan de Olympische Spelen. Op de Spelen in Sydney deed hij mee op de 400 m en de 4 x 400 m estafette. Op de 400 m werd hij met 45,70 s in de halve finale uitgeschakeld en op de 4 x 400 m estafette behaalde met de Australische ploeg een achtste plaats. Doordat de Amerikaan Calvin Harrison, die meeliep in het winnende team, later werd betrapt op het gebruik van doping, klom het Australische team naar een zevende plek.
In 2002 werd Dwyer op de wereldbekerwedstrijd in Madrid op de 4 x 400 m estafette met zijn teamgenoten Daniel Batman, Paul Pearce en Clinton Hill zesde in 3.03,65. Op de Olympische Spelen van Athene in 2004 won hij een zilveren medaille op de 4 x 400 m estafette.

## Titels
- Australisch kampioen 400 m - 2000

## Persoonlijke records
| Onderdeel | Prestatie | Datum            | Plaats   |
| --------- | --------- | ---------------- | -------- |
| 200 m     | 20,60 s   | 20 december 1997 | Sydney   |
| 400 m     | 44,73 s   | 24 maart 2000    | Pretoria |

## Palmares

### 400 m
- 1998: 7e Wereldbeker - 46,99 s

### 4 x 400 m
- 2000: 7e OS - 3.03,91 (initieel achtste)
- 2002: 6e Wereldbeker - 3.03,65
- 2004:  OS - 3.00,60